# Сьвенцини
Сьвенцини (пол. Święciny, нім. Neuwedel) — село в Польщі, у гміні Мурув Опольського повіту Опольського воєводства.
Населення — 60 осіб (2011).

## Демографія
Демографічна структура станом на 31 березня 2011 року:
|          | Загалом | Допрацездатний вік | Працездатний вік | Постпрацездатний вік |
| -------- | ------- | ------------------ | ---------------- | -------------------- |
| Чоловіки | 27      | 8                  | 16               | 3                    |
| Жінки    | 33      | 12                 | 16               | 5                    |
| Разом    | 60      | 20                 | 32               | 8                    |